# Lovagny
Lovagny è un comune francese di 1 171 abitanti situato nel dipartimento dell'Alta Savoia della regione dell'Alvernia-Rodano-Alpi. Tra i luoghi d'interesse si segnala il castello di Montrottier, una casaforte del XIII secolo.

## Società

### Evoluzione demografica
Abitanti censiti